# Alfred LeConey
Alfred LeConey (Estados Unidos, 3 de noviembre de 1901-11 de noviembre de 1959) fue un atleta estadounidense, especialista en la prueba de 4 x 100 m en la que llegó a ser campeón olímpico en 1924.

## Carrera deportiva
En los JJ. OO. de París 1924 ganó la medalla de oro en los relevos 4 x 100 metros, con un tiempo de 41.0 segundos que igualó el récord del mundo, llegando a meta por delante de Reino Unido y Países Bajos (bronce), siendo sus compañeros de equipo: Louis Clarke, Frank Hussey y Loren Murchison.